# Ida Koller-Andorf
Ida Koller-Andorf (* 13. April 1930 in Wien; † 11. Februar 2023) war ursprünglich im kaufmännischen Bereich, danach 35 Jahre lang im Bereich Kultur tätig. Ab 1981 war sie Präsidentin der Internationalen Friedrich Hebbel-Gesellschaft Wien. Ab 1972 war sie Herausgeberin der Hebbel-Mitteilungen, seit 1985 Herausgeberin der wissenschaftlichen Schriftenreihe Hebbel – Mensch und Dichter im Werk. Im Jahr 2000 wurde sie zur Ehrenpräsidentin der Friedrich-Hebbel-Gesellschaft Wien auf Lebenszeit ernannt.
Ihr Grab liegt am Friedhof Hernals in Wien, sichtbar vom Grünbeckweg.